# Breeders' Cup Juvenile Fillies
Breeders' Cup Juvenile Fillies, är ett galopplöp i löpserien Breeders' Cup, som drivs av Breeders' Cup Limited, ett företag som bildades 1982. Det är ett Grupp 1-löp, det vill säga ett löp av högsta internationella klass. Första upplagan av Breeders' Cup Juvenile Fillies reds 1984, och rids över en distans på 1 1⁄16 miles, 1 710 meter. Den samlade prissumman i löpet är 2 miljoner dollar.

## Segrare
| År   | Häst               | Jockey            | Tränare               | Tid       |
| ---- | ------------------ | ----------------- | --------------------- | --------- |
| 2022 | Wonder Wheel       | Tyler Gaffalione  | Mark E. Casse         | 1:44.90   |
| 2021 | Echo Zulu          | Joel Rosario      | Steve Asmussen        | 1:42.24   |
| 2020 | Vequist            | Joel Rosario      | Robert Reid Jr.       | 1:42.30   |
| 2019 | British Idiom      | Javier Castellano | Brad H. Cox           | 1:47.07   |
| 2018 | Jaywalk            | Joel Rosario      | John Servis           | 1:43.62   |
| 2017 | Caledonia Road     | Mike E. Smith     | Ralph E. Nicks        | 1:45.05   |
| 2016 | Champagne Room     | Mario Gutierrez   | Peter Eurton          | 1:45.12   |
| 2015 | Songbird           | Mike E. Smith     | Jerry Hollendorfer    | 1:42.73   |
| 2014 | Take Charge Brandi | Victor Espinoza   | D. Wayne Lukas        | 1:41.95   |
| 2013 | Ria Antonia        | Javier Castellano | Jeremiah C. Englehart | 1:43.02   |
| 2012 | Beholder           | Garrett K. Gomez  | Richard E. Mandella   | 1:43.61   |
| 2011 | My Miss Aurelia    | Corey Nakatani    | Steve Asmussen        | 1:46.00   |
| 2010 | Awesome Feather    | Jeffrey Sanchez   | Stanley I. Gold       | 1:45.17   |
| 2009 | She Be Wild        | Julien Leparoux   | Wayne Catalano        | 1:43.80   |
| 2008 | Stardom Bound      | Mike E. Smith     | Christopher Paasch    | 1:40.99   |
| 2007 | Indian Blessing    | Garrett Gomez     | Bob Baffert           | 1:44.73   |
| 2006 | Dreaming of Anna   | René Douglas      | Wayne Catalano        | 1:43.81   |
| 2005 | Folklore           | Edgar Prado       | D. Wayne Lukas        | 1:43.85   |
| 2004 | Sweet Catomine     | Corey Nakatani    | Julio Canani          | 1:41.65   |
| 2003 | Halfbridled        | Julie Krone       | Richard Mandella      | 1:42.75   |
| 2002 | Storm Flag Flying  | John Velazquez    | C. R. McGaughey III   | 1:49.60 ‡ |
| 2001 | Tempera            | David Flores      | Eoin G. Harty         | 1:41.49   |
| 2000 | Caressing          | John Velazquez    | David R. Vance        | 1:42.60   |
| 1999 | Cash Run           | Jerry Bailey      | D. Wayne Lukas        | 1:43.20   |
| 1998 | Silverbulletday    | Gary Stevens      | Bob Baffert           | 1:43.60   |
| 1997 | Countess Diana     | Shane Sellers     | Patrick B. Byrne      | 1:42.20   |
| 1996 | Storm Song         | Craig Perret      | Nick Zito             | 1:43.60   |
| 1995 | My Flag            | Jerry Bailey      | C. R. McGaughey III   | 1:42.40   |
| 1994 | Flanders           | Pat Day           | D. Wayne Lukas        | 1:45.20   |
| 1993 | Phone Chatter      | Laffit Pincay Jr. | Richard Mandella      | 1:43.00   |
| 1992 | Eliza              | Pat Valenzuela    | Alex L. Hassinger Jr. | 1:42.80   |
| 1991 | Pleasant Stage     | Ed Delahoussaye   | Chris Speckert        | 1:46.40   |
| 1990 | Meadow Star        | José A. Santos    | LeRoy Jolley          | 1:44.00   |
| 1989 | Go For Wand        | Randy Romero      | William Badgett Jr.   | 1:44.20   |
| 1988 | Open Mind          | Ángel Cordero Jr. | D. Wayne Lukas        | 1:46.60   |
| 1987 | Epitome            | Pat Day           | Phil Hauswald         | 1:36.40 † |
| 1986 | Brave Raj          | Pat Valenzuela    | Melvin F. Stute       | 1:43.20   |
| 1985 | Twilight Ridge     | Jorge Velásquez   | D. Wayne Lukas        | 1:35.80 † |
| 1984 | Outstandingly      | Walter Guerra     | Pancho Martin         | 1:37.80 † |

- † 1987, 1985, 1984 reds löpet över distansen 1 mile
- ‡ 2002  reds löpet över distansen 1 1⁄8 miles

† – löpet reds över distansen 11⁄4 miles mellan 1984 och 1987